# 頴娃靖子
頴娃 靖子（えい のぶこ、1940年4月13日 - ）は、日本の女優。鹿児島県出身。放映新社所属。

## 出演作品

### 映画
- オペレッタ狸御殿（2005年） - 人間燭台 役
- スピードマスター（2007年）
- 任侠ヘルパー（2012年）
- 邪鬼（自主映画） - 邪鬼 役

### テレビ
- 総合診療医ドクターG（2010年）

### PV
- SHINee「Fire」（2013年）

### VP
- 認知症ケア学会
- アリコ｢元気によくばり保険｣
- プリンスホテル ブライダル
- 初任者研修DVD「介護技術編」